# Poecilopsis thetis
Poecilopsis thetis är en fjärilsart som beskrevs av Harrison. Poecilopsis thetis ingår i släktet Poecilopsis och familjen mätare. Inga underarter finns listade i Catalogue of Life.